# Honda CRM
La Honda CRM è una motocicletta prodotta nelle cilindrate 125 e 250 cm³ per il fuoristrada, ma non per uso agonistico, della casa Honda.

## Descrizione
Questo motociclo viene spesso confuso con la HM CRE o la Honda CR o la Honda CRM R o la Honda CRM F, che ha un nome simile, ma che è per uso agonistico e adotta soluzioni diverse, più improntate per l'uso competitivo.
Infatti questo modello anche se apparentemente simile al "CRE" , ha un telaio con architettura più classica, un impianto frenante meno esasperato, un serbatoio più capiente (10 litri invece di 7,7), una sella più sagomata per facilitare la seduta e un impianto di scarico più silenziato.
Il modello è stata prodotto da Honda Italia ad Atessa, disponeva di miscelatore automatico e valvola di scarico elettronico, il motore aveva molte parti in comune con Honda NSR.
Le prestazioni erano leggermente inferiori alle concorrenti (circa 25 HP alla ruota).

## Cilindrate
- 125 Questa moto è stata prodotta potenza piena dal 1991 al 1999 e depotenziata dal 1998 al 2001.
- 250 Prodotta dal 1989 al 1997.